# Manx

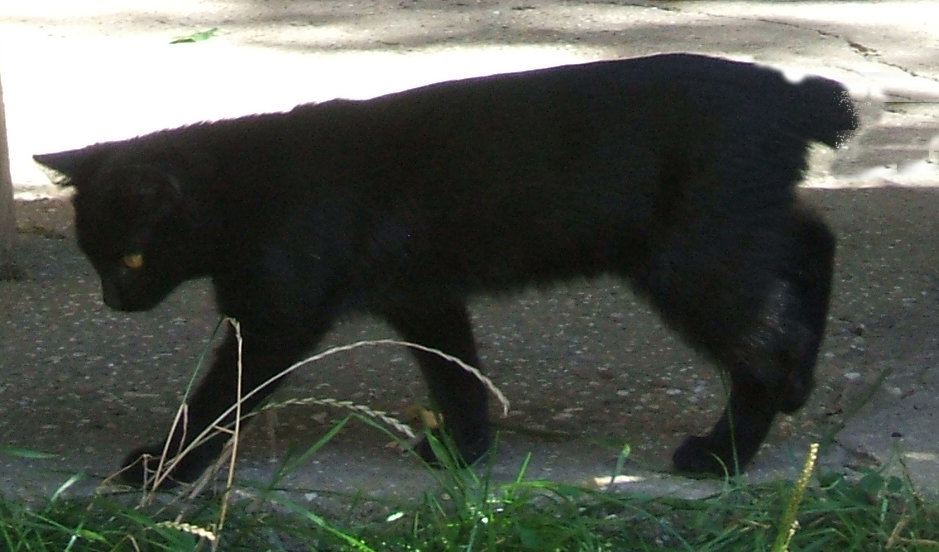
Manx

Pisica Manx (/ ˈmæŋks /, în vremuri anterioare adesea ortografiate Manks) este o rasă de pisică domestică (Felis catus) originară din Insula Man, cu o mutație naturală care scurtează coada. Multe Manx au un ciot mic de coadă, dar pisicile Manx sunt cel mai bine cunoscute ca fiind complet fără coadă; aceasta este cea mai distinctivă caracteristică a rasei, alături de picioarele posterioare alungite și un cap rotunjit. Pisicile Manx sunt disponibile în toate culorile și modelele hainei, deși exemplarele albe sunt rare, iar gama de haine din stocul original a fost mai limitată. Variantele cu părul lung sunt uneori considerate o rasă separată, Cymric.
Manxurile sunt apreciate ca vânători calificați și, prin urmare, au fost adesea căutate de fermierii cu probleme de rozătoare și au fost o rasă de pisici preferată a navei. Se spune că sunt sociale, blândi și activi. Un termen local vechi pentru pisicile de pe insula lor natală este stubbin sau cocoloasă. Manxul a fost expus în expoziții de pisici încă din anii 1800, primul standard cunoscut de rasă fiind publicat în 1903.

## Istorie
Pisicile fără coadă, numite apoi stubbin (aparent atât la singular, cât și la plural) în limba Manx,[ erau cunoscute la începutul secolului al XIX-lea ca fiind pisici din Insula Man,[ de unde și numele, unde au rămas un procent substanțial, dar în scădere, din populația locală de pisici. Lipsa de coadă a apărut ca o mutație naturală pe insulă[4],[4] deși folclorul persistă că pisicile domestice fără coadă au fost aduse acolo pe mare Acestea descind din populația continentală de origine obscură[ Ca toate pisicile domestice, inclusiv populațiile britanice și irlandeze din apropiere, ele descind în cele din urmă din pisica sălbatică africană (Felis lybica) și nu din pisicile sălbatice europene native (Felis silvestris),[6] de care insula a fost mult timp lipsită.
Trăsătura dominantă de lipsă de tahicardie provine dintr-o mutație spontană, gena Manx taillessness, care a devenit în cele din urmă comună pe insulă din cauza diversității genetice limitate a biogeografiei insulare (un exemplu de efect fondator și, la nivel subspecific, de curbă specie-zonă).
În limba Manx, denumirea modernă a rasei este kayt Manninagh, literal "pisica lui Mann" (plural kiyt sau kit),[ sau kayt cuttagh lit. "pisică cu coadă bob". Kayt, folosit atât ca substantiv masculin cât și feminin, este întâlnit și ca cayt și, în funcție de construcția exactă, poate fi lecuit ca chayt sau gayt. 138. Cuvântul diminutiv este pishin sau pishyn, 'pisoi' (cu diverse pluraluri). Manxul în sine a fost adesea scris Manks în limba engleză până la sfârșitul anilor 1800.
Există numeroase povești populare despre pisica Manx, toate de "origine relativ recentă";[15]:7 ele se concentrează în întregime pe lipsa cozii și sunt lipsite de aspectele religioase, filozofice sau mitice care se regăsesc în folclorul tradițional irlandezo-norvegian al culturii native Manx și în legendele despre pisici din alte părți ale lumii. 7
Numele promontoriului Spanish Head de pe coasta insulei este adesea considerat a fi apărut de la povestea locală conform căreia o navă a Armadei spaniole ar fi naufragiat în zonă, deși nu există nicio dovadă care să sugereze că acest lucru s-a întâmplat cu adevărat. folclorul a mai susținut că o pisică fără coadă a înotat până la țărm de la naufragiul respectiv, aducând astfel trăsătura pe insulă. Cu toate acestea, pisicile fără coadă nu sunt cunoscute în mod obișnuit în Spania, chiar dacă un astfel de naufragiu a fost dovedit.
Indiferent de realitatea genetică și istorică, există diverse povești populare lamarckiene fanteziste care încearcă să explice de ce Manxul are o coadă trunchiată. Într-una dintre ele, biblicul Noe a închis ușa Arcei când a început să plouă și a tăiat din greșeală coada pisicii Manx care era cât pe ce să rămână în urmă. De-a lungul anilor au apărut o serie de desene animate pe cărți poștale din Insula Man care prezintă scene în care coada unei pisici este călcată și secționată de diverse mijloace, inclusiv de o motocicletă, o referire la cursele de motociclete care erau populare pe insulă,[citare necesară] și o actualizare a poveștii lui Noe. Deoarece gena este atât de dominantă și "invadează" alte rase atunci când este încrucișată (de multe ori fără știrea proprietarului) cu Manxul, a existat o credință populară conform căreia simpla apropiere de o pisică Manx ar putea face ca alte rase să producă cumva pisoi fără coadă.
O altă versiune imposibilă din punct de vedere genetic susținea că Manxul ar fi un hibrid între o pisică și un iepure, ceea ce ar explica de ce nu are coadă sau are o coadă mică, are picioare posterioare lungi și are un mers uneori săltăreț. Povestea cu metisajul pisică-iepure a fost întărită și mai mult de cea mai răspândită poveste populară "cabbit".
Populații de pisici fără coadă există, de asemenea, în alte câteva locuri din Europa, mai ales în Cornwall, la numai 250 de mile (400 km) de Insula Man. O populație de pe mica și izolata peninsulă daneză (fosta insulă) Reersø din Marea Centură se poate datora sosirii pe insulă a pisicilor de origine Manx, cu vaporul.[20] Pisici asemănătoare se găsesc și în Crimeea,o peninsulă aproape insulară din Marea Neagră, deși nu se știe dacă sunt înrudite genetic cu pisicile Manx maritime sau dacă sunt un rezultat întâmplător similar al limitării diversității genetice insulare, precum pisicile Bobtail din Insulele Kuril, Karelian Bobtail, Japanese Bobtail și Lombok indoneziene, care nu au nicio legătură între ele. Este posibil ca gena Manx să fie înrudită cu gena de suprimare a cozii, la fel de dominantă, a recentei rase Bobtail americane, dar Manx, Bobtail japoneze și alte pisici cu coadă scurtă nu sunt folosite în programul de reproducere al acesteia, iar mutația pare să fi apărut în rasă în mod spontan.[ Nu se cunoaște posibila relație cu rasa Pixie-bob, care, de asemenea, variază de la rumpy la coadă completă, este necunoscută
| Manx              | Manx           |
| ----------------- | -------------- |
|                   |                |
| Alte denumiri     | Manks          |
| porecle           | Stubbin, rumpy |
| origini           | Isle of Man    |
| standarde rasiale |                |
| CFA               | standard       |
| FIFe              | standard       |
| TICA              | standard       |
| WCF               | standard       |
| FFE               | standard       |
| AACE              | standard       |
| ACF               | standard       |
| ACFA/CAA          | standard       |
| CCA-AFC           | standard       |
| CCC of A          | standard       |
| CFF               | standard       |
| GCCF              | standard       |
| LOOF              | standard       |
| NZCF              | standard       |
| SACC              | standard       |